# Xyletinus laticollis
Xyletinus laticollis är en skalbaggsart som först beskrevs av Caspar Erasmus Duftschmid 1825.  Xyletinus laticollis ingår i släktet Xyletinus, och familjen trägnagare. Enligt den svenska rödlistan är arten starkt hotad i Sverige. Arten förekommer i Götaland. Artens livsmiljö är havsstränder, jordbrukslandskap.